# Candovia
A Candovia a rovarok (Insecta) osztályának a botsáskák (Phasmatodea) rendjéhez, ezen belül a Diapheromeridae családjához és a Necrosciinae alcsaládjához tartozó nem.

## Rendszerezés
A nembe az alábbi fajok tartoznak:
- Candovia aberrata
- Candovia annulata
- Candovia coenosa
- Candovia evoneobertii
- Candovia granulosa
- Candovia pallida
- Candovia peridromes
- Candovia robinsoni
- Candovia spurcata
- Candovia strumosa